# Gracillaria
Ne doit pas être confondu avec Gracilaria.
Genre
Gracillaria est un genre de petits lépidoptères (papillons) de la famille des Gracillariidae.

## Liste d'espèces
Selon BioLib (16 janvier 2021) :
- Gracillaria albicapitata Issiki, 1930
- Gracillaria arsenievi (Ermolaev, 1977)
- Gracillaria japonica Kumata, 1982
- Gracillaria loriolella Frey, 1881
- Gracillaria syringella (Fabricius, 1794)
- Gracillaria ussuriella (Ermolaev, 1977)

Selon Catalogue of Life (21 janvier 2023) :
- Gracillaria albicapitata Issiki, 1930
- Gracillaria arsenievi (Ermolaev, 1977)
- Gracillaria chalcanthes (Meyrick, 1894)
- Gracillaria japonica Kumata, 1982
- Gracillaria loriolella Frey, 1881
- Gracillaria syringella (Fabricius, 1794)
- Gracillaria toubkalella De Prins, 1985
- Gracillaria ussuriella (Ermolaev, 1977)
- Gracillaria verina Clarke, 1971

## Espèces présentes en Europe
Selon Fauna Europaea (11 octobre 2021) :
- Gracillaria loriolella
- Gracillaria syringella